# Jordan Poyer
Jordan Poyer (Dallas, 25 aprile 1991) è un giocatore di football americano statunitense che gioca nel ruolo di free safety per i Miami Dolphins della National Football League (NFL). Fu scelto nel corso del settimo giro (218º assoluto) del Draft NFL 2013 dai Philadelphia Eagles. Al college ha giocato a football all’Università statale dell'Oregon.

## Carriera

### Philadelphia Eagles
Poyer fu scelto nel corso del settimo giro del Draft 2013 dai Philadelphia Eagles. Debuttò come professionista nella gara della settimana 1 vinta contro i Washington Redskins in cui mise a segno 2 tackle.

### Cleveland Browns
Il 21 ottobre 2013, dopo essere stato svincolato dagli Eagles, Poyer firmò con i Cleveland Browns. La sua stagione da rookie si concluse con 12 presenze (3 con gli Eagles e 9 coi Browns), facendo registrare 21 tackle. Nella successiva scese in campo in tutte le 16 partite, mettendo ancora a segno 21 tackle.

### Buffalo Bills
Il 9 marzo 2017, Jordan Poyer firmò con i Buffalo Bills. Nella settimana 16 mise a segno un intercetto su Tom Brady ritornandolo per 19 yard in touchdown. Alla fine di dicembre fu premiato come difensore del mese della AFC in cui fece registrare 3 intercetti.
Nel 2021 Poyer fu inserito nel First-team All-Pro dopo avere messo a segno 93 placcaggi, 3 sack e 5 intercetti.
Nel 2022 Poyer aprì la stagione con un intercetto su Matthew Stafford nella vittoria sui Los Angeles Rams campioni in carica. Nel quarto turno fu premiato come difensore della AFC della settimana dopo avere fatto registrare 6 tackle, 2 intercetti e 6 passaggi deviati nella vittoria in rimonta sui Baltimore Ravens. A fine stagione fu convocato per il suo primo Pro Bowl dopo 63 tackle e 4 intercetti in 12 partite.
Il 15 marzo 2023 Poyer firmó un nuovo contratto biennale con i Bills.

### Miami Dolphins
Il 18 marzo 2024 Poyer firmò con i Miami Dolphins.

## Palmarès
- Convocazioni al Pro Bowl: 1

2022
- First-team All-Pro: 1

2021
- Difensore del mese della AFC: 1

dicembre 2017
- Difensore della AFC della settimana: 1

4ª del 2022